# Dessoubre
Der Dessoubre ist ein Fluss in Frankreich, der im Département Doubs in der Region Bourgogne-Franche-Comté verläuft. Der Dessoubre entwässert generell in nordöstlicher Richtung und mündet nach rund 33 Kilometern in den Doubs.

## Geographie

### Verlauf

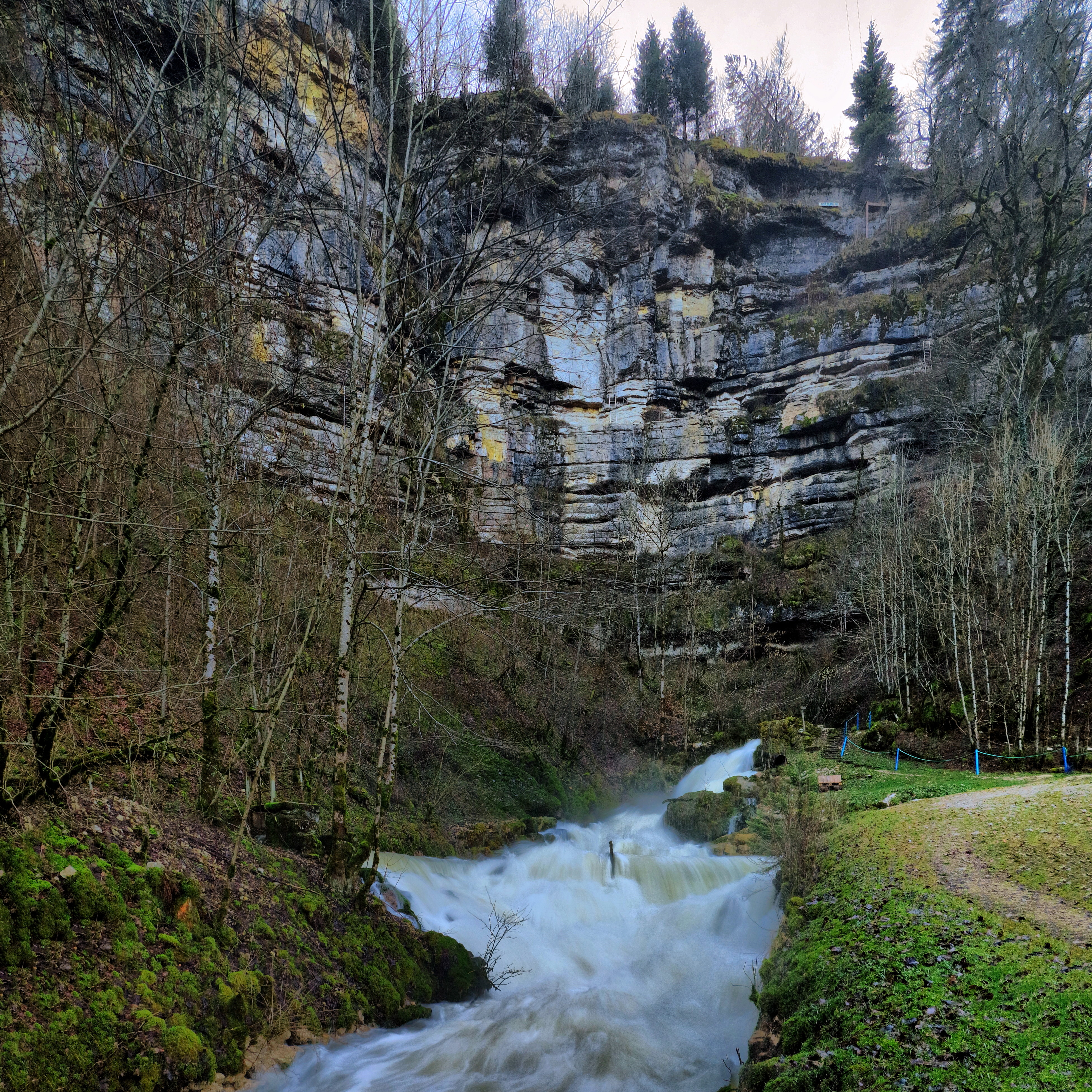
Source du Dessoubre

Der Dessoubre entspringt im Jura-Gebirge, im Felsenkessel Cirque de Consolation, im Gemeindegebiet von Consolation-Maisonnettes knapp oberhalb der Ortschaft. Er hat zwei kurze Quellbäche, die vier Karstquellen entfließen.
Der Dessoubre selbst entspringt der Hauptquelle Source du Dessoubre, der rechte Quellbach Lançot den teils intermittierenden Quellen Source Noire, Source du Tabourot und Source du Lançot. In Consolation-Maisonnettes mündet der etwa einen Kilometer lange Lançot in den etwas kürzeren Dessoubre. Die Dessoubre-Hauptquelle befindet sich oberhalb eines Hotels, wo das Quellwasser aus einem Spalt in einer hohen Felswand entspringt und danach einen kleinen Wasserfall herabstürzt.
Von dort verläuft der Dessoubre mit vielen Windungen durch ein rund 300 Meter tief in den Jura eingeschnittenes Tal, überwindet dabei zahlreiche Wasserfälle und nimmt im zu Plaimbois-du-Miroir gehörenden Ort Gigot seinen größten Nebenfluss, die Reverotte auf. In Saint-Hippolyte mündet der Dessoubre als linker Zufluss in den Doubs.

### Zuflüsse
- Lançot (rechts)
- Pissoux (rechts)
- Reverotte (links)
- Bief de Vau (links)
- Bief de Vau (links)
- Ruisseau de la Forge (rechts)

### Orte am Fluss
- Consolation-Maisonnettes
- Laval-le-Prieuré
- Rosureux
- Cour-Saint-Maurice
- Orgeans-Blanchefontaine
- Saint-Hippolyte